# Greenville (comté d'Orange, New York)
Pour les articles homonymes, voir Greenville.
Greenville est une ville américaine située dans le comté d'Orange dans l’État de New York. En 2010, sa population est de 4 616 habitants.

## Source de la traduction
- (en) Cet article est partiellement ou en totalité issu de l’article de Wikipédia en anglais intitulé « Greenville, Orange County, New York » (voir la liste des auteurs).